# シティユーワ法律事務所
シティユーワ法律事務所（シティユーワほうりつじむしょ；City-Yuwa Partners）は、日本の法律事務所。

## 概要
企業法務を中心とする大規模な総合法律事務所である。所属弁護士数は185人（2024年（令和6年）1月末現在）で、日本の法律事務所としては所属弁護士数第9位である。
国内拠点は東京のみであるが、世界37カ国の48の独立系法律事務所からなるネットワークWorld Law Groupのメンバーファームであり、ネットワークを介し全世界をカバーする海外拠点を有する。また税理士法人東京シティ税理士事務所（東京都新宿区西新宿二丁目）とも提携関係にある。

## 沿革
- 1983年　伊藤茂昭、伊藤茂昭法律事務所を開設。松田耕治、松田耕治法律事務所を開設。
- 1987年　伊藤茂昭法律事務所と松田耕治法律事務所が統合して伊藤・松田法律事務所となり、さらに山端康幸税理士事務所との提携開始。
- 1993年　伊藤・松田法律事務所と山端康幸税理士事務所が、東京シティ法律税務事務所に改称。
- 1996年　東京シティ法律税務事務所、東京都新宿区西新宿二丁目の新宿三井ビルディングに移転。
- 1997年　湯浅・原特許法律事務所（現ユアサハラ法律特許事務所）の一部パートナーらが独立し、平川純子、佐藤恒雄及び小林雅人が平川・佐藤・小林法律事務所を、大場正成及び尾崎英男が大場・尾崎法律事務所をそれぞれ開設。
- 1999年　平川・佐藤・小林法律事務所、平田晴幸を迎えて平川・佐藤・小林・平田法律事務所に改称。
- 2001年　平川・佐藤・小林・平田法律事務所、ユーワパートナーズ法律事務所（Yuwa Partners）に改称。大場・尾崎法律事務所、大場・尾崎・嶋末法律事務所（Ohba, Ozaki & Shimasue）に改称。
- 2002年　税理士法人東京シティ税理士事務所設立。
- 2003年2月　東京シティ法律税務事務所（法律部門）（Law Department of Tokyo City Law & Tax Partners）、ユーワパートナーズ法律事務所が統合してシティユーワ法律事務所となり、千代田区丸の内二丁目の丸の内三井ビルに移転。
- 2005年9月　シティユーワ法律事務所が大場・尾崎・嶋末法律事務所を統合。
- 2023年1月　曽我法律事務所を統合[2]。

## 所属弁護士
- 伊藤茂昭（元日本弁護士連合会副会長、関東弁護士会連合会理事長）
- 澤野正明（元日本弁護士連合会副会長、元第一東京弁護士会会長）
- 棚橋祐治（元通商産業事務次官）
- 青沼隆之（元名古屋高等検察庁検事長、元法務省保護局長）
- 有田知德（元福岡高等検察庁検事長、元最高検察庁公安部長）